# 독일 기독교민주연합

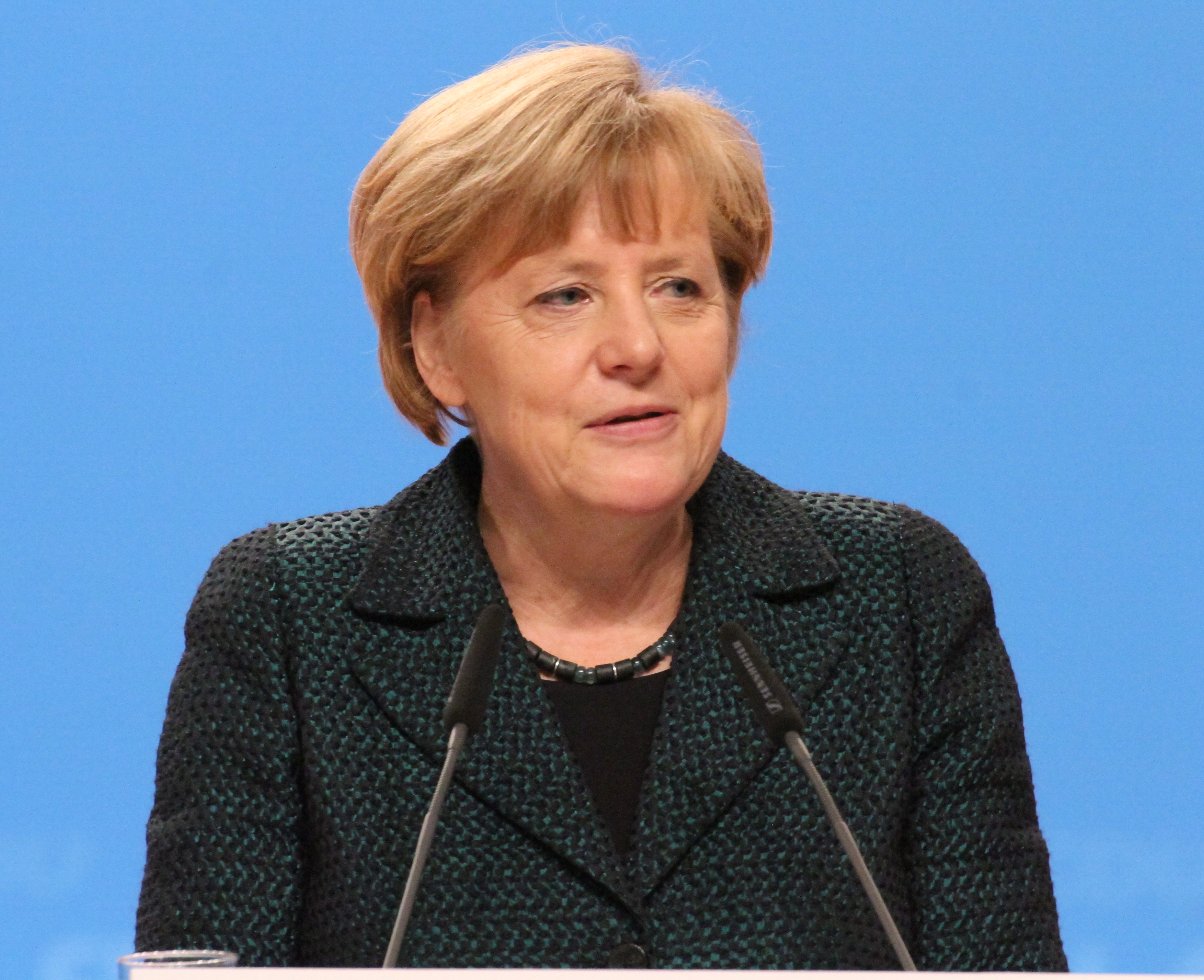
독일 기독교민주연합의 당원이자 독일의 총리였던 앙겔라 메르켈

독일 기독교민주연합(독일어: Christlich Demokratische Union Deutschlands, 크리스틸리히 데모크라티셰 우니온 도이칠란츠[*]), 약칭 기민련(CDU 체데우[*])은 1945년 결성된 독일의 기독교 민주주의 정당이다. 검은색 (간헐적으로 붉은 글씨, 푸른 글씨는 바이에른 기독교 사회연합)이 당의 상징색이다. 역대 당수 가운데 콘라트 아데나워, 루트비히 에르하르트, 쿠르트 게오르크 키징거, 헬무트 콜, 앙겔라 메르켈이 연방 총리직을 역임했다.
독일 연방의회에서 오직 바이에른주에서만 활동하는 바이에른 기독교사회연합(CSU)과 함께 원내 교섭단체를 구성하며, 이런 방식으로 기민/기사연합(CDU/CSU)은 독일 사회민주당과 함께 독일 정당의 양대 세력을 이루고 있다. 2025년 독일 연방의회 선거에서 28.5%를 득표하여 현재 원내 제1당이다.

## 역사

### 창당
1945년 2차 세계대전 말 나치 정권이 붕괴하자마자 독일에 새로운 정치적 질서가 급하게 필요했다. 다양한 집단이 독일에서 기독교 민주당을 만들려고 나타났다. CDU는 1945년 6월 26일에 베를린에서, 같은 해 9월에 라인라트 주(州)와 베스트팔렌(독일 서북부의 지방명;노르트라인과 함께 하나의 주를 이루고 있음)에서 창설되었다. CDU의 창설 멤버는 주로 독일 중앙당, 독일 민주당, 독일 국가인민당, 독일 인민당의 전 멤버들로 구성됐다.
CDU 베를린 지부 창설자 안드레아스 헤르메스와 콘라드 아데나워를 포함하는 대부분의 구성원들은 나치 독재시절 저항운동에 가담한 죄로 수감되었었다. 또한 CDU는 냉전시대, 즉 2차 세계 대전 이후부터 1960년대까지 보수주의자, 전 나치 반공주의자, 나치 협력자들을 고위직으로 끌어들였다( 한스 글로브케, 테오도르 오버렌더). 저명한 반 나치 당원으로는 신학자 오이겐 게르스텐마이어가 있다. 그는 외무 위원회의 임시 의장이 되었다(1949-1969).
바이마르 공화국의 실패로부터 배운 교훈 중 한가지는 민주적 정당의 분열은 궁극적으로 나치 당의 부상을 허용했다. 그래서 기독교 민주주의자들의 연합된 당, 즉 기독교 민주 ”연합”을 창설하는 것이 중요했다. 그 결과로 자유주의적 보수주의의 정치적 전통에 영향을 깊게 받은 범종교적(가톨릭과 프로테스탄트) 정당이 설립됐다. CDU는 1945년 6월 26일 베를린에서 창설된 이후로 1950년 10월 21일 첫 번째 전당 대회까지 상당한 지지를 얻었고, 그 전당 대회에서 수상 아데나워가 당수로 지명되었다.

### 아데나워
1949년, 초기에, 어떤 정당이 2차 세계대전의 승자로부터 환영 받을지 불분명했으나, 미국과 영국 정부는 SPD보다는 CDU의 손을 들어주었다. SPD는 더 민족주의적이였고 심지어는 소비에트 연방에 양보하더라도 독일의 통일을 추구했으며, 아데나워를 미국과 바티칸의 도구라고 묘사했다. 당시 공산주의자들은 유럽의 선거권 자들의 열광적인 지지를 받고 있었고, 서방 세력은 CDU의 온건주의, CDU의 경제적 유연성과 가치관을 공산주의자들에 대적하는 힘으로 여겼다. CDU는 서부 연합의 재무장과 독일 통일에 중립적 태도의 문제로 분리되었다. 아데나워는 지조 있게 본인의 친 서방 태도를 지켰고 그의 적들을 노련하게 압도했다. 아데나워는 SPD가 반공주의적 성향을 가지고 있다고 확신하기 전까지는 그들과의 연합을 보류했다. 당시 통일은 서방 연합으로부터 독일을 소원하게 만들었다. 그리고 통일에 대한 원칙적 반대가 프로테스탄트들을 끌어들이기 힘들게 했다. 왜냐하면 대부분의 프로테스탄트들이 동독의 영토에서 온 피난민들 이였기 때문이다. CDU는 1949년 서독 설립 이후 20년 동안 가장 지배적인 정당이었다. 콘라드 아데나워는 1963년까지 당수 직을 맡았으며, 그 시기에 경제장관을 역임했던 루트비히 에르하르트가 그 자리를 대신했다. 그리고 FDP가 재정 경제적 정책에서의 의견 불일치로 1966년 통치연합을 해체할 때, 에르하르트는 강제로 사임 당했다. 결과적으로, SPD와의 거대한 통치연합은 CDU 출신 수상 쿠르트 게오르크 키징거 정부로 대체되었다.

### 사회민주당의 원내진입
1969년, SPD는 연방 선거 이후로 FDP와 사회주의적 자유연합을 이루는데 성공했고, CDU를 역사상 처음 권력 밖으로 몰아냈다. CDU는 1982년 FDP가 SPD와의 연합 철회로 다시 힘을 얻기 전까지 야당으로서의 역할을 수행한다.
1969년, SPD과 FDP이 연정을 구성하여 CDU정권을 잃고 CDU은 처음으로 야당이 되었다. 이로서 CDU은 20년만에 SPD/FDP 연합정부에 정권을 이양한다.
1982년, FDP이 SPD과의 연정을 끝내고 헬무트 슈미트 당시 총리의 불신임안을 통과시키며 SPD의 빌리브란트, 헬무트 슈미트에게 독일의 총리직을 넘겨줬던 CDU은 1982년 CDU/FDP 연합을 이뤄내면서 CDU의 헬무트 콜이 의회에서 총리로 선출됐다. 그는 83',86',90',94'년의 총선을 승리로 이끌며 16년간 독일을 최장기 집권했다. 이 기간 동안 기존의 대소강경책을 버리고 SPD의 빌리브란트의 동방 정책을 이어받아 독일의 통일을 달성해였다. 콜 총리는 프랑스 미테랑 대통령과 함께 마스트리흐트 조약을 통해 EU의 성립에 기여를 한다. 하지만 경제적 약자를 소외시키는 직책, 극우 민족주의자의 소란을 방관하여 실업문제, 세금문제 등이 겹치게 되어 94년 선거에서부터 지지율이 하락하기 시작하여 SPD에게 패배하게 된다.

### 메르켈
1998년, 1949년 이래 최저득표율인 28.4%를 기록하여 CDU가 선거에서 패배하자 헬무트 콜은 퇴직하고 이어서 볼프강 쇼이블레가 그 자리를 이어받았다.
1999년, 쇼이블레의 재정스캔들(암거래 헌금) 발각되어 그 자리를 메르켈이 대체하게 되었다.
2000년, CDU는 유가인상을 초래한 정부의 환경세 도입을 강력하게 비판하였다. CDU는 외국인들의 독일 취업보다는 국내 직업훈련을 통한 높은 실업률 해소방안 제시하였다.
2001년, 10년 동안 집권하던 베를린 주의회 선거에서 SPD출신의 베라이트에게 자리를 넘겨주었다. SPD의 독주를 우회적으로 비난하였다.
2002년, CDU/CSU는 29.5%와 9.0%의 득표율로 조금 향상 되었지만 연합정부를 위한 과반수로는 부족했다.
2003년, CDU소속의 올레 폰 보이스트 함부르크시장이 동성애 커밍아웃을 하였다. CDU소속의 마르틴 호만 의원이 "유대인도 가해민족"이라는 발언을 하였다.
2004년, 독일연방대통령 선거에 한스 필빙어가 SPD/녹색당을 등에 엎고 후보에 출마하였다. CDU는 주당 35시간이였던 노동시간을 40시간으로 늘리며 공휴일을 더 줄여야한다고 주장했다.
2005년, 10개 주에서 승리로 대국적인 승리를 거두었다. CDU/CSU-SPD 대연합은 협상 3주만에 CDU가 장관임명권을 SPD는 중요내각 16석 중 8석을 차지했다. 11월 14일 독일 최초의 여성 의장으로 메르켈이 확정되었다. 메르켈은 기독교적인 표현을 삼가한 반면 CDU의 구호 '가치의 개념'에 대해 항상 표명하였다. 또한 메르켈과 연반 의회 대표는 "관용, 더불어 사는 삶"에 대해 확실히 표명하고있다. 2008년, CDU은 "국어는 독일어'를 헌법에 명시하자는 주장을 하였다. 메르켈이 "다른 국각들처럼 공적자금을 무차별 투입하는 식의 의미없는 경쟁을 하지 않겠다"는 입장을 표명하였다.
2009년, 연방투표에서 CDU/CSU의 지지도는 하락했지만, FDP의 역사상 최다 득표율로 CDU/CSU-FDP연합이 가능했다. 독일 역사상 최초의 연합파트너의 변화였다. 독일 하원 선거에서 보수 세력이 승리하였으며, 자유민주당과 연합정치 시도를 시도하였다. 금융위기로 인해 그녀의 입지가 좁아졌다가 남유럽 경제위기에 적극적 대처로 지지도 유지하였다.
2013년, 9월 22일 선거에 CDU가 41.5%의 득표율을 달성하였다.
2014년, 메르켈이 8번 연속으로 당수에 확정되었다. 메르켈은 전당대회 연설에서 우크라이나에서 일어난 일들에 대해 우려와 러시아 견제 발언을 했다.
2018년, 메르켈이 차기 대표직에 불출마 할 것을 선언함에 따라 12월에 실시된 대표 선거에서 안네그레트 크람프카렌바우어 사무총장이 당선되었다.

## 정책
기민련은 기독교민주주의의 원칙을 적용하며 "인간에 대한 기독교적 이해와 신을 향한 그들의 의무"를 강조한다. 기민련은 비종교인을 포함하는 다양한 종교의 회원을 보유하고 있다. 당의 정책은 기독교 윤리, 즉 자유보수주의에 기반한다. 경제적으로는 우파적으로, 노동시간 연장에 동의하고, 최저임금제를 도입하여 저임금노동자들이 실제로 받는 임금인 실질임금이 오르게 함으로써 단시간 노동이 줄어들게 하고, 소비를 촉진하였다. 본디 독일등의 북유럽 국가들은 노동조합과 사용자가 임금등의 노동조건을 공동결정하지만, 노동자들의 권익을 위하는 노동조합의 영향력이 줄어들면서 최저임금제를 도입하여 임금의 최저기준을 정한 것이다.
또한 이 당은 독일 사회민주당의 하르츠 법안을 계승하여 복지가 아닌 효율적인 국가 재정 운영을 주장하고 있다. 하지만 한편으로는 게르하르트 슈뢰더시절 폐지된 일부 복지 정책을 부활시키도 하였고, 무조건적인 기업 중심이 아닌 중소기업을 지원하는 경제를 주장한다. 사회, 문화적으로는 보수주의적 성향을 띈다. 이 당은 동성결혼과 마리화나 합법화에 반대를 표명한다. 외교, 난민 문제에 관해서는 유럽통합주의에 동의한다. 이 당은 독일로 들어오는 난민에 대해 윤리적 문제로 받아들이나, 그 수에는 한계가 있다고 주장한다.
기민련이 가장 선호하는 연정 파트너는 자유주의 정당인 자민당이다. 하지만 독일 사회민주당의 우경화와 기민련의 좌경화로 인해 최근 들어 기민련은 자민당보다는 사민당을 연정 파트너로 더 많이 삼고있다. 그 외에도 동맹 90/녹색당을 주요 연정 파트너 후보로 삼는다. 이 당은 독일을 위한 대안, 좌파당과 연정할 생각이 없으며, 사이도 매우 나쁘다. 그 예로 2014년 튀링겐 주의회 선거에서 좌파당이 주 정부를 장악하자, 메르켈은 마르크스주의자에게 주 정부 장관직을 주어선 안된다고 공개비난하였다.

## 당 구성

### 회원
2년마다 열리는 연방 전당대회(Bundesparteitag)와 “작은정당대회”라 불리는 연방 당위원회(Bundesausschuss)가 각각 당 수석, 차석기관이다. 그 외에 당 의장단(Präsidium)이 당 최고지도부 역할을 하며 결의한 사항을 이행하는 연방집행부(Bundesvorstand)와 당 사법기관인 당심판원(Parteigericht)이 있다. 독일 내 17개 주와 그 이하 337개 지역 등에 당 조직이 분포 되어있고 당원은 약 47만 명이다(2013년 8월 기준)

## 선거 결과

### 독일 연방의회 선거
| 선거 | 대표                   | 소선거구   | 소선거구  | 정당비례   | 정당비례  | 의석      | +/– | 집권 여부             |
| 선거 | 대표                   | 득표       | %         | 득표       | %         | 의석      | +/– | 집권 여부             |
| ---- | ---------------------- | ---------- | --------- | ---------- | --------- | --------- | --- | --------------------- |
| 1949 | 콘라트 아데나워        |            |           | 5,978,636  | 25.2 (#1) | 115 / 402 |     | CDU/CSU–FDP–DP        |
| 1953 | 콘라트 아데나워        | 9,577,659  | 34.8 (#1) | 10,016,594 | 36.4 (#1) | 197 / 509 | 82  | CDU/CSU–FDP–DP        |
| 1957 | 콘라트 아데나워        | 11,975,400 | 39.7 (#1) | 11,875,339 | 39.7 (#1) | 222 / 519 | 25  | CDU/CSU–DP            |
| 1961 | 콘라트 아데나워        | 11,622,995 | 36.3 (#2) | 11,283,901 | 35.8 (#2) | 201 / 521 | 21  | CDU/CSU–FDP           |
| 1965 | 콘라트 아데나워        | 12,631,319 | 38.9 (#2) | 12,387,562 | 38.0 (#2) | 202 / 518 | 1   | CDU/CSU–FDP (1965–66) |
| 1965 | 콘라트 아데나워        | 12,631,319 | 38.9 (#2) | 12,387,562 | 38.0 (#2) | 202 / 518 | 1   | CDU/CSU–SPD (1966–69) |
| 1969 | 쿠르트 게오르크 키징거 | 12,137,148 | 37.1 (#2) | 12,079,535 | 36.6 (#2) | 201 / 518 | 1   | 야당                  |
| 1972 | 라이너 바르첼          | 13,304,813 | 35.7 (#2) | 13,190,837 | 35.2 (#2) | 186 / 518 | 15  | 야당                  |
| 1976 | 헬무트 콜              | 14,423,157 | 38.3 (#2) | 14,367,302 | 38.0 (#2) | 201 / 518 | 15  | 야당                  |
| 1980 | 헬무트 콜              | 13,467,207 | 35.6 (#2) | 12,989,200 | 34.2 (#2) | 185 / 519 | 16  | 야당 (1980–82)        |
| 1980 | 헬무트 콜              | 13,467,207 | 35.6 (#2) | 12,989,200 | 34.2 (#2) | 185 / 519 | 16  | CDU/CSU–FDP (1982–83) |
| 1983 | 헬무트 콜              | 15,943,460 | 41.0 (#1) | 14,857,680 | 38.1 (#2) | 202 / 520 | 17  | CDU/CSU–FDP           |
| 1987 | 헬무트 콜              | 14,168,527 | 37.5 (#2) | 13,045,745 | 34.4 (#2) | 185 / 519 | 17  | CDU/CSU–FDP           |
| 1990 | 헬무트 콜              | 17,707,574 | 38.3 (#1) | 17,055,116 | 36.7 (#1) | 268 / 662 | 83  | CDU/CSU–FDP           |
| 1994 | 헬무트 콜              | 17,473,325 | 37.2 (#2) | 16,089,960 | 34.2 (#2) | 244 / 672 | 24  | CDU/CSU–FDP           |
| 1998 | 헬무트 콜              | 15,854,215 | 32.2 (#2) | 14,004,908 | 28.4 (#2) | 198 / 669 | 46  | 야당                  |
| 2002 | 앙겔라 메르켈          | 15,336,512 | 32.1 (#2) | 14,167,561 | 29.5 (#2) | 190 / 603 | 8   | 야당                  |
| 2005 | 앙겔라 메르켈          | 15,390,950 | 32.6 (#2) | 13,136,740 | 27.8 (#2) | 180 / 614 | 10  | CDU/CSU–SPD           |
| 2009 | 앙겔라 메르켈          | 13,856,674 | 32.0 (#1) | 11,828,277 | 27.3 (#1) | 194 / 622 | 14  | CDU/CSU–FDP           |
| 2013 | 앙겔라 메르켈          | 16,233,642 | 37.2 (#1) | 14,921,877 | 34.1 (#1) | 254 / 630 | 61  | CDU/CSU–SPD           |
| 2017 | 앙겔라 메르켈          | 14,027,804 | 30.2 (#1) | 12,445,832 | 26.8 (#1) | 200 / 709 | 54  | CDU/CSU–SPD           |
| 2021 | 아르민 라셰트          | 10,445,571 | 22.5 (#2) | 8,770,980  | 18.9 (#2) | 151 / 735 | 49  | 야당                  |

### 유럽 의회
| 선거 | 득표       | %         | 의석    | +/– |
| ---- | ---------- | --------- | ------- | --- |
| 1979 | 10,883,085 | 39.0 (#2) | 33 / 81 |     |
| 1984 | 9,308,411  | 37.5 (#1) | 32 / 81 | 1   |
| 1989 | 8,332,846  | 29.5 (#2) | 24 / 81 | 8   |
| 1994 | 11,346,073 | 32.0 (#2) | 39 / 99 | 15  |
| 1999 | 10,628,224 | 39.2 (#1) | 43 / 99 | 4   |
| 2004 | 9,412,009  | 36.5 (#1) | 40 / 99 | 3   |
| 2009 | 8,071,391  | 30.6 (#1) | 34 / 99 | 6   |
| 2014 | 8,807,500  | 30.0 (#1) | 29 / 96 | 5   |
| 2019 | 8,437,093  | 22.6 (#1) | 23 / 96 | 6   |

## 역대 의장
| 의장                        | 기간      |
| --------------------------- | --------- |
| 콘라트 아데나워             | 1950–1966 |
| 루트비히 에르하르트         | 1966–1967 |
| 쿠르트 게오르크 키징거      | 1967–1971 |
| 라이너 바르첼               | 1971–1973 |
| 헬무트 콜                   | 1973–1998 |
| 볼프강 쇼이블레             | 1998–2000 |
| 앙겔라 메르켈               | 2000–2018 |
| 안네그레트 크람프카렌바우어 | 2018–2021 |
| 아르민 라셰트               | 2021–2022 |
| 프리드리히 메르츠           | 2022-     |

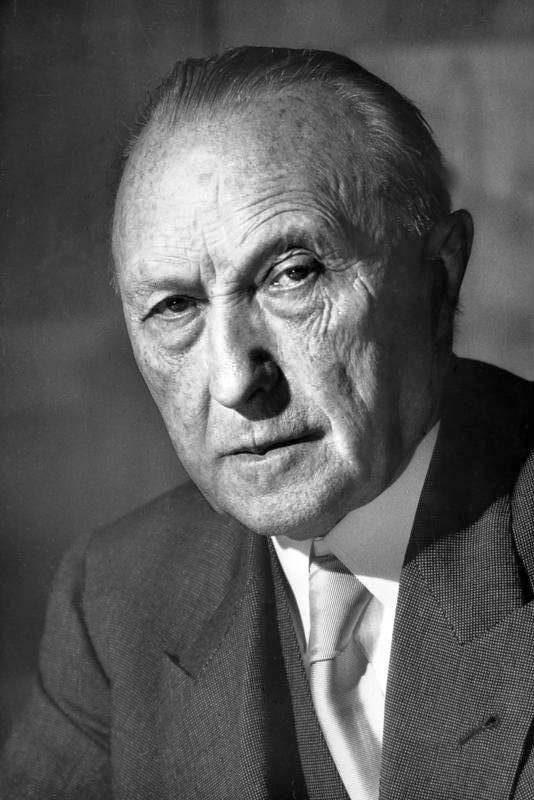
콘라트 아데나워, 1950~1966
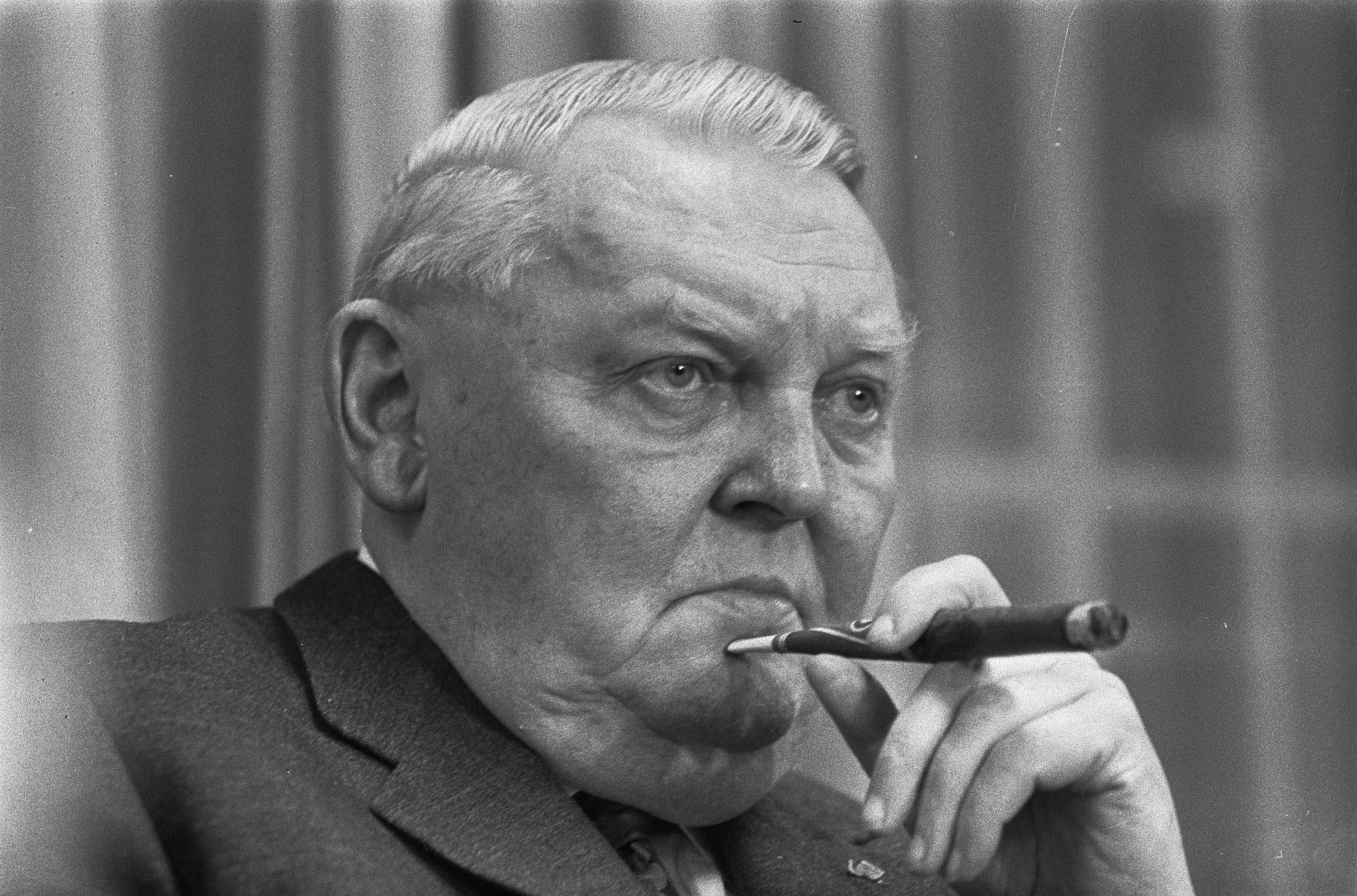
루트비히 에르하르트, 1966~1967
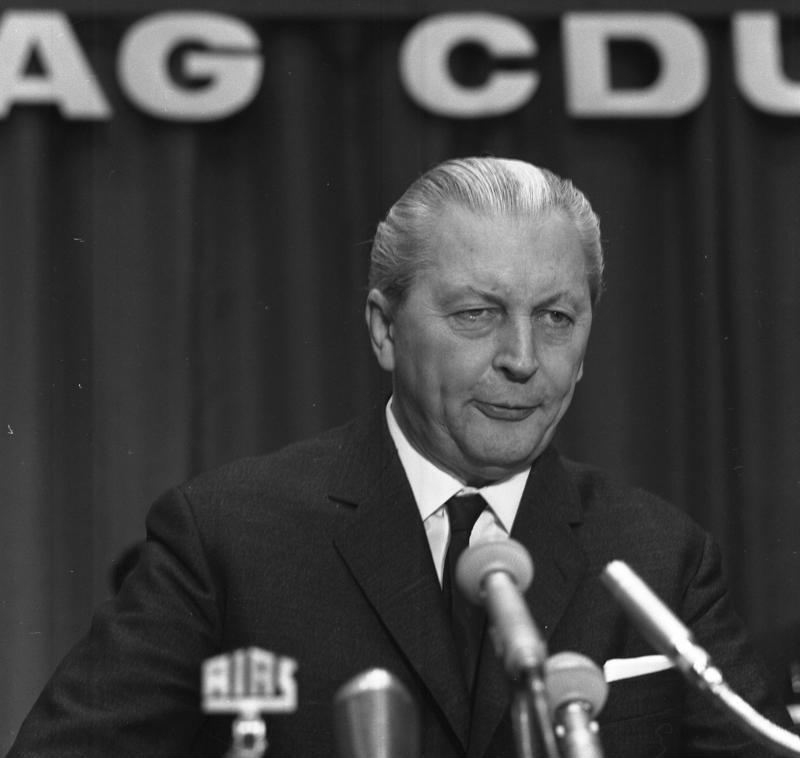
쿠르트 게오르크 키징거, 1967~1971
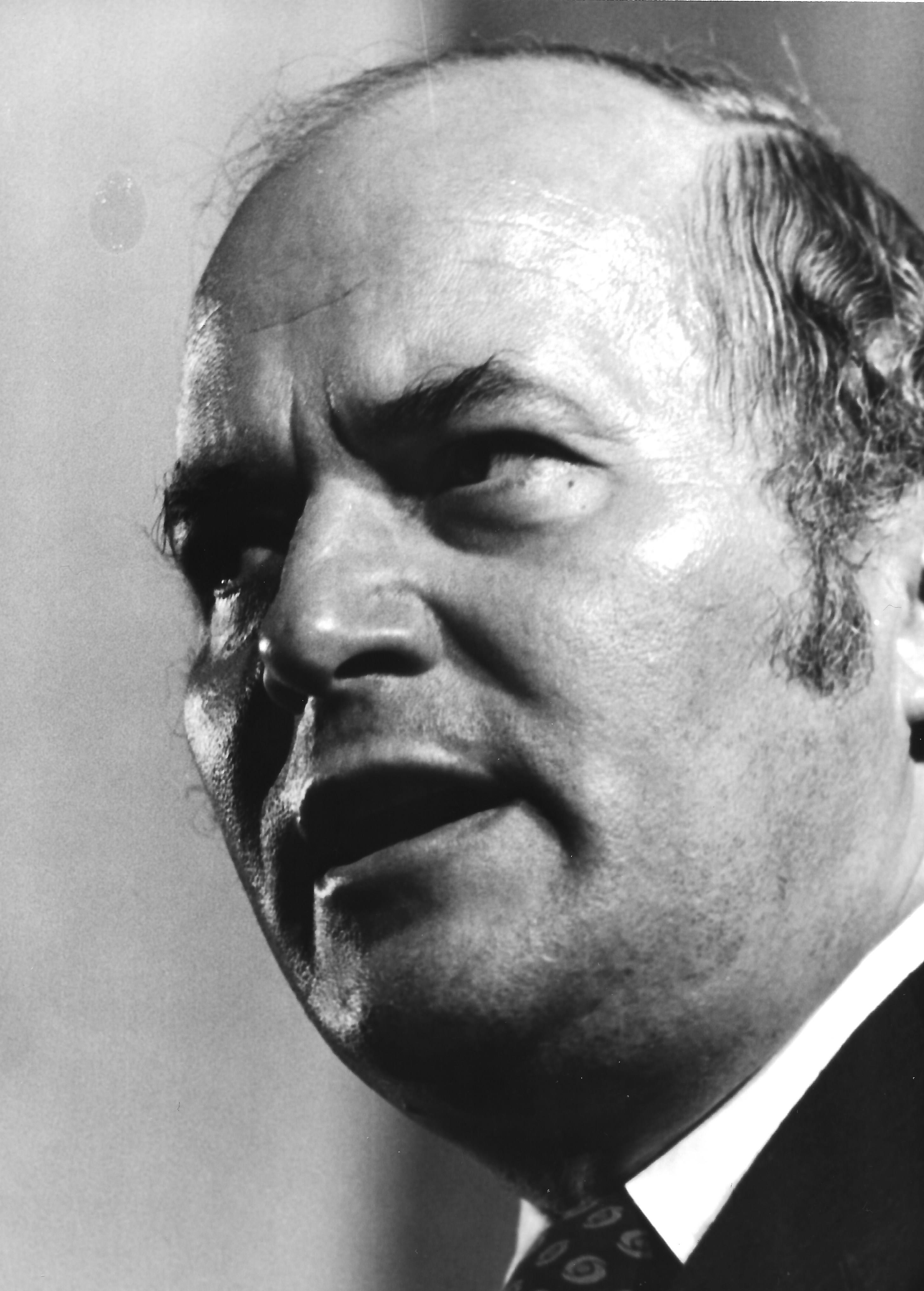
라이너 바르첼, 1971~1973
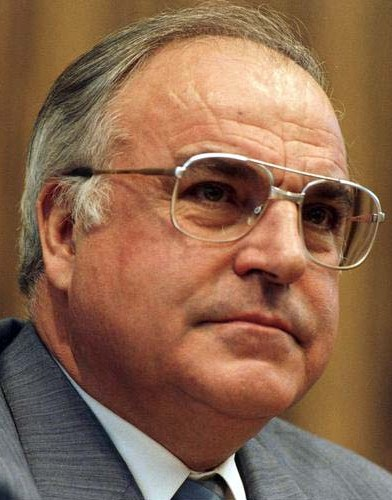
헬무트 콜, 1973~1998
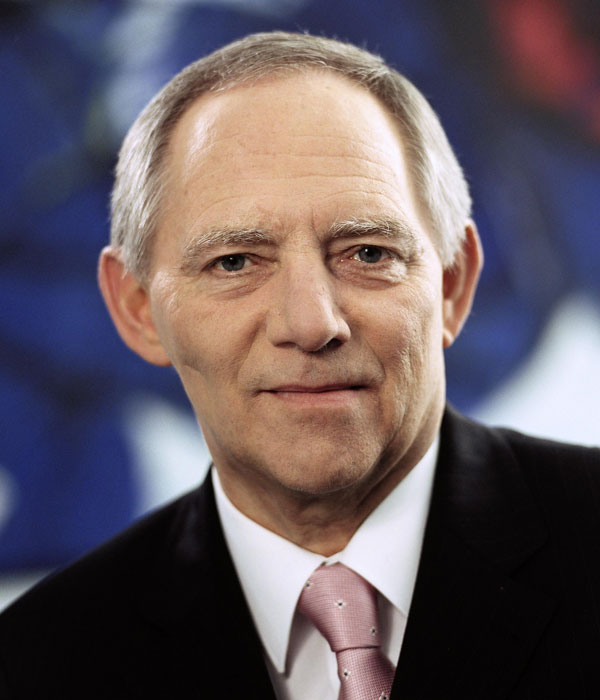
볼프강 쇼이블레, 1998~2000
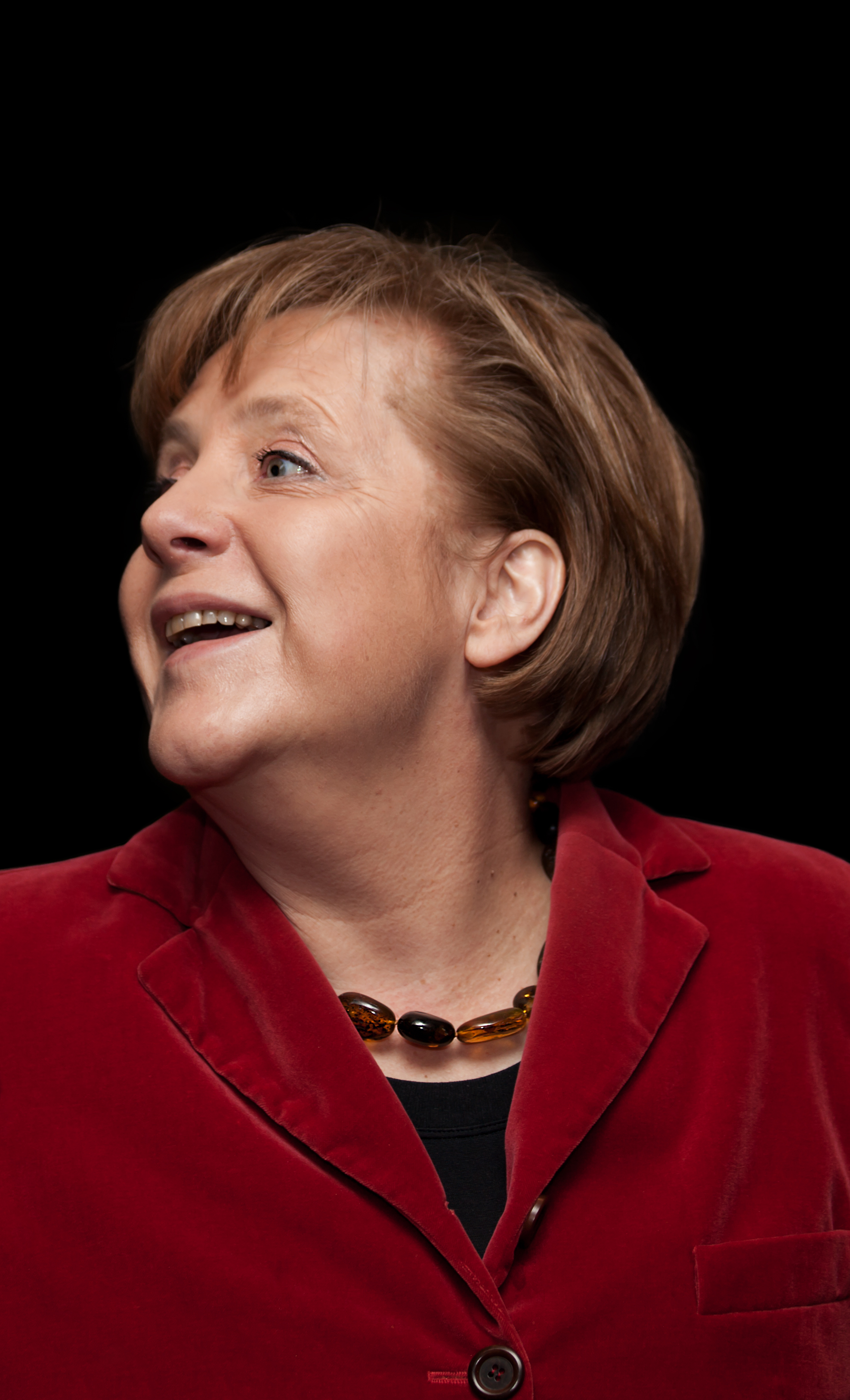
앙겔라 메르켈, 2000~2018
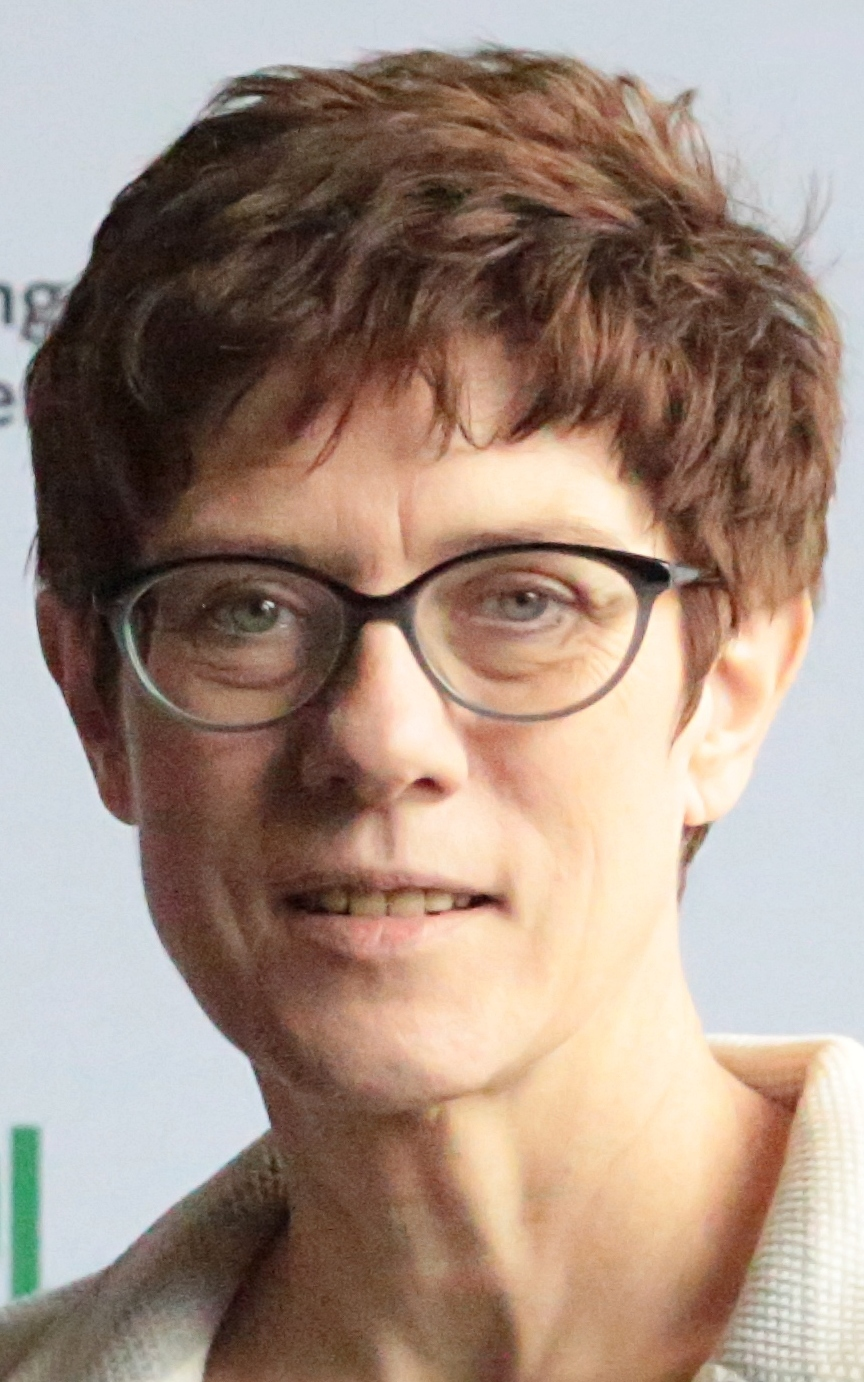
안네그레트 크람프카렌바우어, 2018~2021
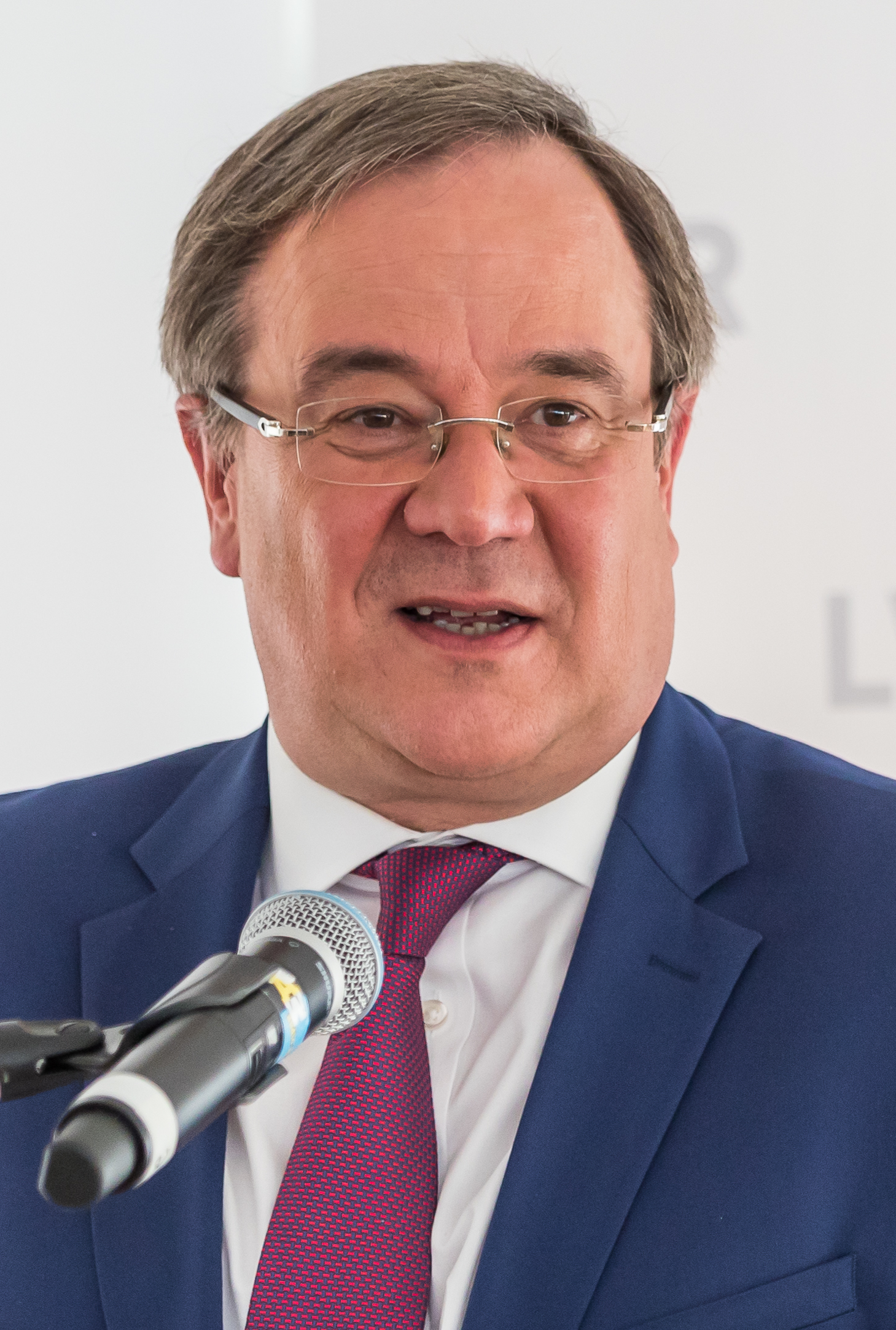
아르민 라셰트, 2021~2022
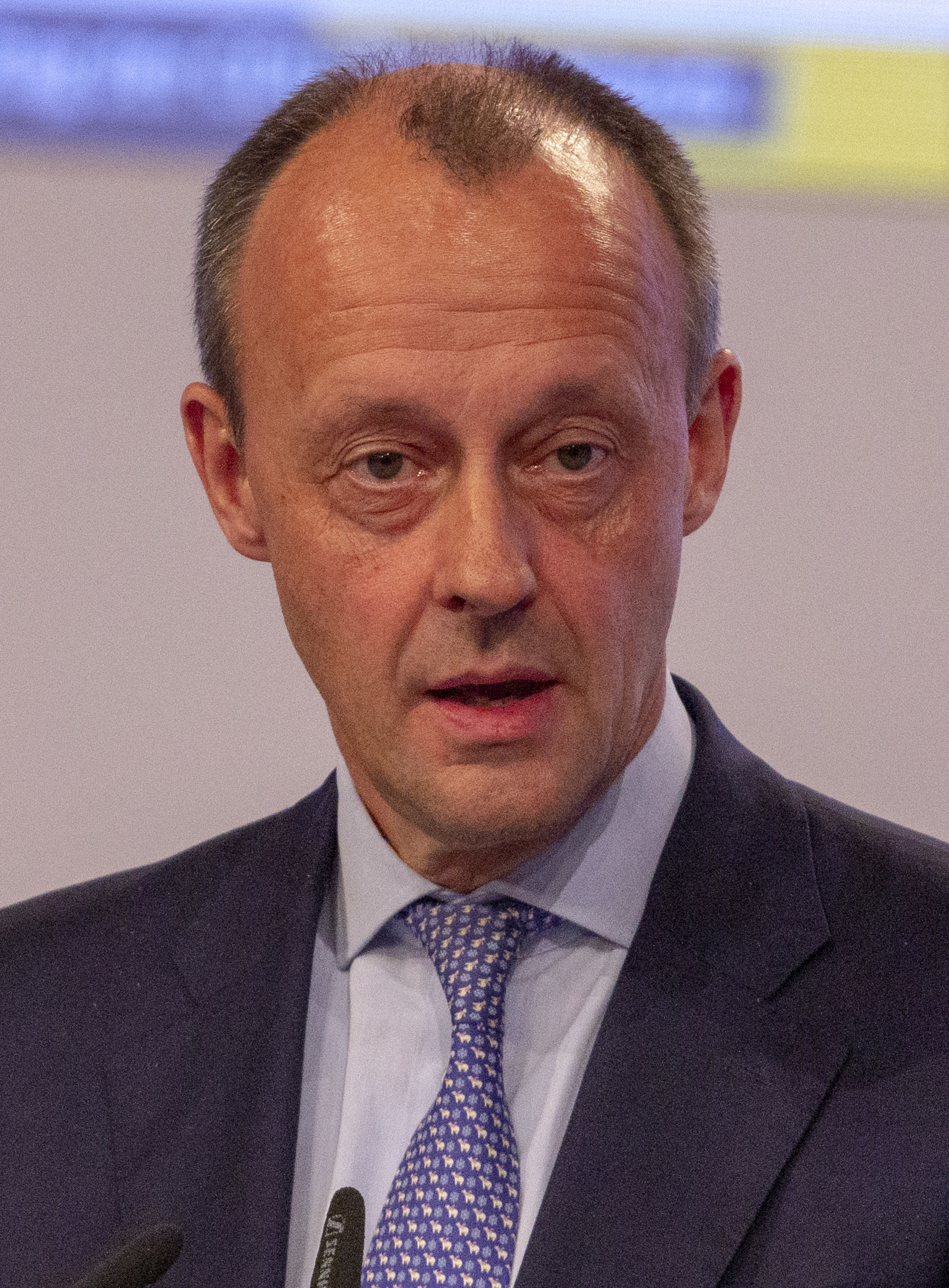
프리드리히 메르츠, 2022~현재

## CDU/CSU 연립 내각 역대 의장
| 의장                             | 기간      |
| -------------------------------- | --------- |
| 하인리히 폰 브레타노 디 트레메조 | 1949–1955 |
| 하인리히 크로네                  | 1955–1961 |
| 하인리히 폰 브레타노 디 트레메조 | 1961–1964 |
| 라이너 바르첼                    | 1964–1973 |
| 카를 카르스텐스                  | 1973–1976 |
| 헬무트 콜                        | 1976–1982 |
| 알프레드 드레거                  | 1982–1991 |
| 볼프강 쇼이블레                  | 1991–2000 |
| 프리드리히 메르츠                | 2000–2002 |
| 앙겔라 메르켈                    | 2002–2005 |
| 볼커 카우더                      | 2005–2018 |
| 랄프 브링카우스                  | 2018–현재 |

## CDU 출신의 역대 독일 총리
| 독일 총리              | 재임기간  |
| ---------------------- | --------- |
| 콘라트 아데나워        | 1949–1963 |
| 루트비히 에르하르트    | 1963–1966 |
| 쿠르트 게오르크 키징거 | 1966–1969 |
| 헬무트 콜              | 1982–1998 |
| 앙겔라 메르켈          | 2005–2021 |

## 같이 보기
- 독일의 정당 목록
- 기독교 민주주의 정당 목록